# Quasitetrastemma bicolor
Quasitetrastemma bicolor is een soort in de taxonomische indeling van de snoerwormen (Nemertea). De huid van de worm is geheel met trilharen bedekt. De snoerworm jaagt op prooien van zijn eigen omvang en vangt deze met behulp van zijn slurf. 
De worm komt uit het geslacht Quasitetrastemma. Quasitetrastemma bicolor werd in 1901 beschreven door Coe.